# Apelsin

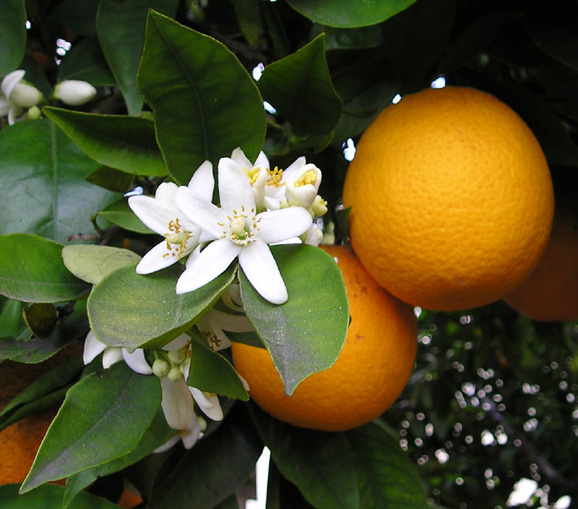
Apelsin på träd.

Apelsin (Ciʹtrus × auraʹntium Sinensis-gruppen (synonym Ciʹtrus × sineʹnsis)) är ett litet träd med vita blommor inom citrussläktet. Den mogna frukten är orangefärgad.

## Historik
Citrusväxterna härstammar från ett tiotal vilda arter. Dessa har ofta korsat sig med varandra på naturlig väg, vilket gör att citrusfrukternas historia är höljd i dunkel.
Apelsinen är en kulturprodukt som härstammar från södra Asien och spred sig till Europa med hjälp av spanjorer under 1400- eller 1500-talet. Frukten blev snabbt eftertraktad i förmögnare kretsar där särskilda hus för apelsiner, orangerier, byggdes vid slott och herrgårdar.

## Etymologi
Den äldsta benämningen härstammar från Indien på sanskrit: nāraṅga (नारङ्ग ). På persiska heter apelsinen nārang (نارنگ )och arabiska nāranj (نارنج ). På engelska och franska har namnet utvecklats till orange som också är namnet på färgen orange. På engelska används både orange och sweet orange, medan orange också kan användas närbesläktade frukter (som mandarin och pomerans).
Andra språk speglar uppfattningen att det var portugiserna som förde apelsinen till Europa, albanskans portokall, grekiskans portokali (πορτοκάλι) och turkiskans portakal. Svenskan fick kontakt med ordet via holländare och tyskar som skapat ett namn som syftade på fruktens förmodade ursprung: "Kinaäpple", som heter Apfelsine på lågtyska, varav svenskans apelsin.

## Frukterna
Trädet har 5 till drygt 10 cm stora frukter med orangefärgat skal och saftigt sötsyrligt fruktkött. Man skiljer mellan blonda apelsiner med ljust, gulorange fruktkött, blodapelsiner, som har rött fruktkött, och navelapelsiner, med blont fruktkött med en liten krans av extra klyftor överst på frukten.
Apelsiner äts oftast färska, pressade som juice och som marmelad. Skalen kan syltas och användas till exempelvis bakverk.

## Odling
Apelsinen odlas från Kina och västerut fram till länderna runt Medelhavet, dessutom i Australien, Sydafrika och södra USA samt i Syd- och Mellanamerika. Apelsin föredrar ett subtropiskt, frostfritt klimat med temperaturer från 25–35 °C och väldränerade jordar. För kommersiell odling förökas apelsinen genom ympning på en grundstam av till exempel citron, citrontörne eller apelsin. Omkring 6–9 månader efter blomning är frukten mogen för skörd. Det dröjer 10 år innan träden uppnår full skörd, det vill säga cirka 90–130 kg frukt per år. 
Vanliga sorter bland blonda apelsiner är ’Valencia’, ’Shamouti’, ’Cadenera’ och ’Berna’. Till blodapelsinerna hör ’Sanguinello’, ’Doblefina’, ’Moro’ och ’Spanish Sanguinelli’. Navelapelsinsorter är ’Washington’, ’Navelina’ och ’Newhall’.

## Produktion
| Nr                                                                    | Område                 | Produktion (ton) | Andel (%) |
| --------------------------------------------------------------------- | ---------------------- | ---------------- | --------- |
| 1                                                                     | Brasilien              | 16 713 534       | 22,16     |
| 2                                                                     | Kina                   | 9 103 908        | 12,07     |
| 3                                                                     | Indien                 | 8 367 000        | 11,09     |
| 4                                                                     | USA                    | 4 833 480        | 6,41      |
| 5                                                                     | Mexiko                 | 4 737 990        | 6,28      |
| 6                                                                     | Spanien                | 3 639 853        | 4,83      |
| 7                                                                     | Egypten                | 3 246 483        | 4,30      |
| 8                                                                     | Indonesien             | 2 510 442        | 3,33      |
| 9                                                                     | Turkiet                | 1 900 000        | 2,52      |
| 10                                                                    | Iran                   | 1 889 252        | 2,51      |
| 11                                                                    | Sydafrika              | 1 775 760        | 2,35      |
| 12                                                                    | Pakistan               | 1 589 856        | 2,11      |
| 13                                                                    | Italien                | 1 522 213        | 2,02      |
| 14                                                                    | Algeriet               | 1 134 194        | 1,50      |
| 15                                                                    | Marocko                | 1 019 150        | 1,35      |
|                                                                       | Total världsproduktion | 75 413 375       | 100,00    |
| Källa: FN:s livsmedels- och jordbruksorganisation:s data för år 2018. |                        |                  |           |

## Import
2009 importerades 77 866 ton apelsiner till Sverige, inklusive pomeranser. Dessutom importerades 76 339 ton övriga citrusfrukter. 